# 伊利亚诺 (阿斯图里亚斯)
伊利亚诺，是西班牙阿斯图里亚斯的一个市镇。总面积103平方公里，总人口618人（2001年），人口密度6人/平方公里。